# رایفرزشاید
رایفرزشاید (به آلمانی: Reiferscheid) یک شهر در آلمان است که در راینلاند-فالتس واقع شده‌است.

## خصوصیات
رایفرزشاید ۴۰۳ نفر جمعیت دارد.